# Taouyah
Taouyah est un quartier et chef lieu de la commune de Ratoma.

## Origine du nom
Taouyah est un ensemble de mots soussou, tâa synonyme de villages et Ouya veut dire nombreux, car des gens de nombreux villages différents cohabitaient là.[réf. nécessaire]